# Javier García Lomelí
Javier García Lomelí (Juanacatlán; 2 de enero de 1943) es un exfutbolista mexicano que jugaba como lateral derecho.

## Trayectoria
Recibió su primer contrato profesional en el Oro en 1962, donde debutó en la máxima categoría mexicana el 29 de julio de 1962 en el empate 1-1 ante el Deportivo Toluca. Al final de su primera temporada en 1962-63, ganó el único título de liga en la historia del club.
Debido a la fuerte competencia en el Oro, no recibió un nuevo contrato y recién pudo continuar su carrera en 1966, luego de recibir un contrato con los recién ascendidos Jabatos de Nuevo León gracias al apoyo de Leopoldo Barba. Para la temporada 1969-70, pasó al CF Torreón, antes de pasar dos años al CF Monterrey, Tiburones Rojos de Veracruz y más recientemente con el club de Segunda División, CD Tampico.

## Clubes
| Club            | País   | Año       |
| --------------- | ------ | --------- |
| C.D. Oro        | México | 1962-1963 |
| C.F. Nuevo León | México | 1966-1969 |
| C.F. Torreón    | México | 1969-1970 |
| C.F. Monterrey  | México | 1970-1972 |
| C.D. Veracruz   | México | 1972-1974 |
| C.D. Tampico    | México | 1974-1976 |

## Palmarés

### Títulos nacionales
| Título               | Equipo | País   | Año     |
| -------------------- | ------ | ------ | ------- |
| Primera División     | Oro    | México | 1962-63 |
| Campeón de Campeones | Oro    | México | 1962-63 |